# Droga krajowa B279 (Niemcy)
Droga krajowa B279 – niemiecka droga krajowa biegnąca od miejscowości Döllbach B27 przez Gersfeld, Bischofsheim in der Rhön, następnie przez Bad Neustadt, gdzie krzyżuje się z A71. Dalej prowadzi przez Bad Königshofen im Grabfeld, Ebern i Baunach za Breitengüßbach w pobliżu Bamberg, gdzie krzyżuje się z A73 i dochodzi do B4 i w tym miejscu się kończy. Na swojej trasie droga przecina granicę pomiędzy Hesją a Bawarią oraz przecina Ren i Wezerę.